# Guckkasten

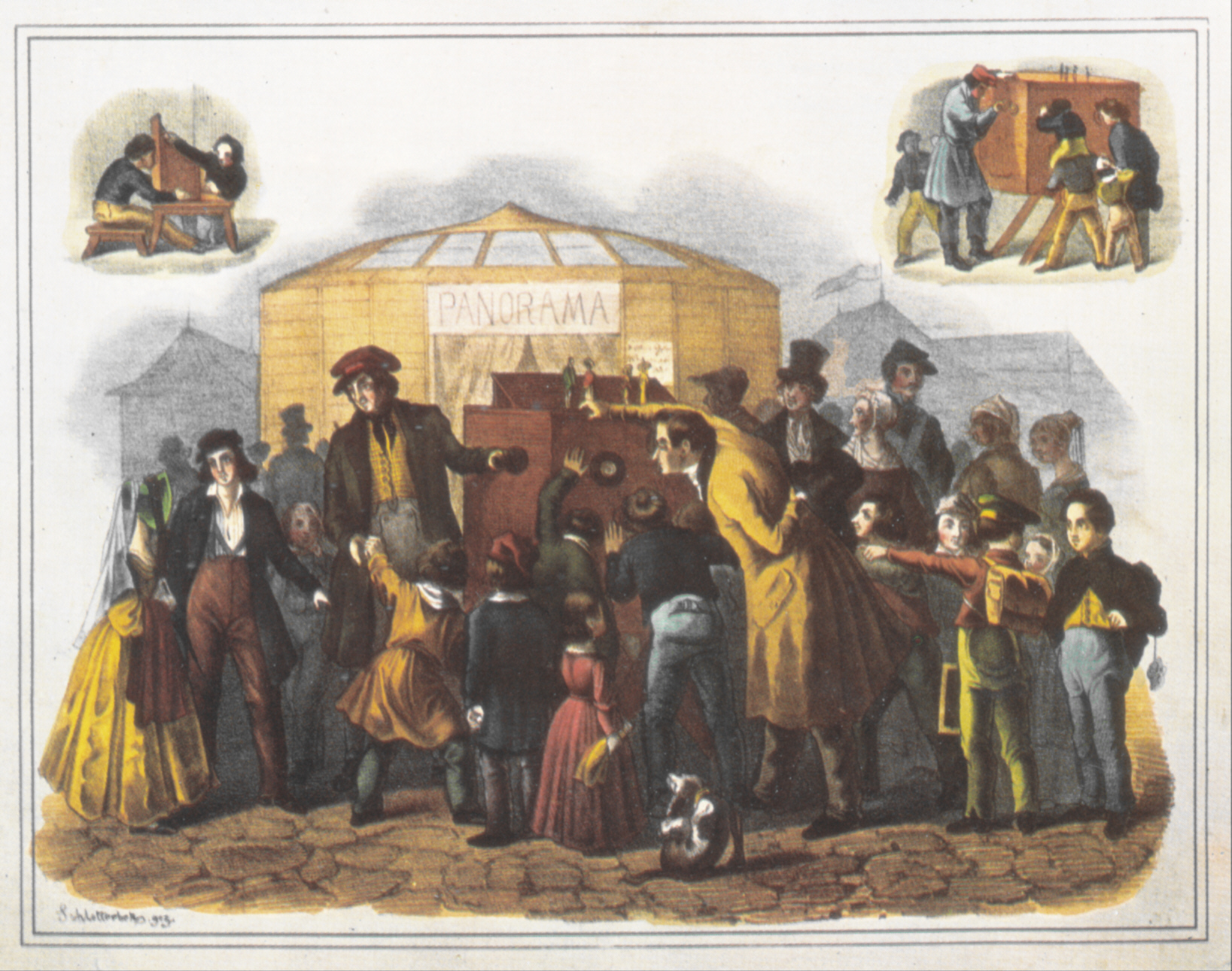
Guckkasten auf einem Jahrmarkt, um 1840

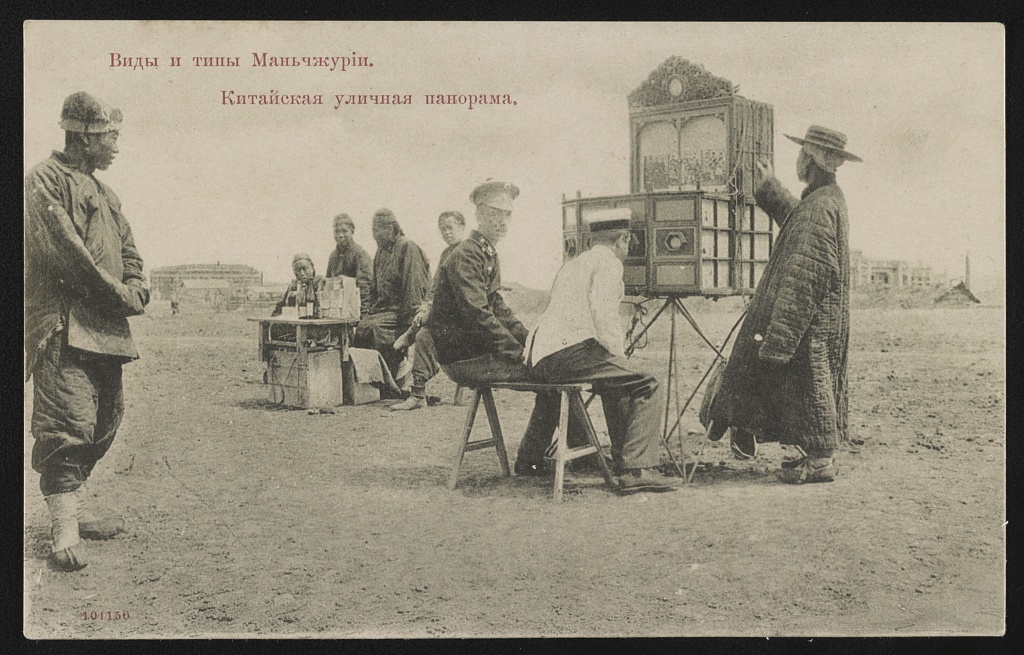
Guckkasten um 1890 in der Mandschurei

Ein Guckkasten ist ein Schau- und Betrachtungsgerät, das einen Blick in sein Inneres erlaubt und dem Betrachter Grafiken mit täuschend echter perspektivischer Weite darstellt. Ab der zweiten Hälfte des 18. Jahrhunderts war der Guckkasten eine beliebte Jahrmarktsattraktion in ganz Europa. Die Guckkastenbilder mit Ansichten von europäischen Sehenswürdigkeiten, aber auch exotischen Szenen und theatralischen Darstellungen, prägten das Bild breiter Volksschichten von der „weiten Welt“. Der Guckkasten gilt somit als eines der ersten Massenmedien.

## Funktionsweise

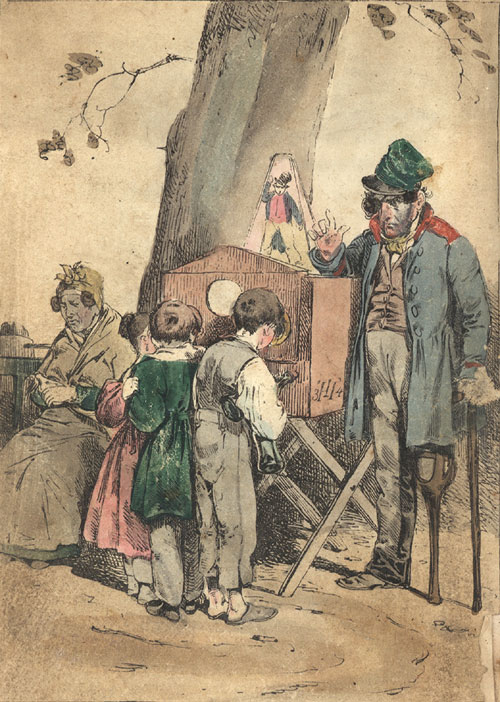
Ein Guckkästner

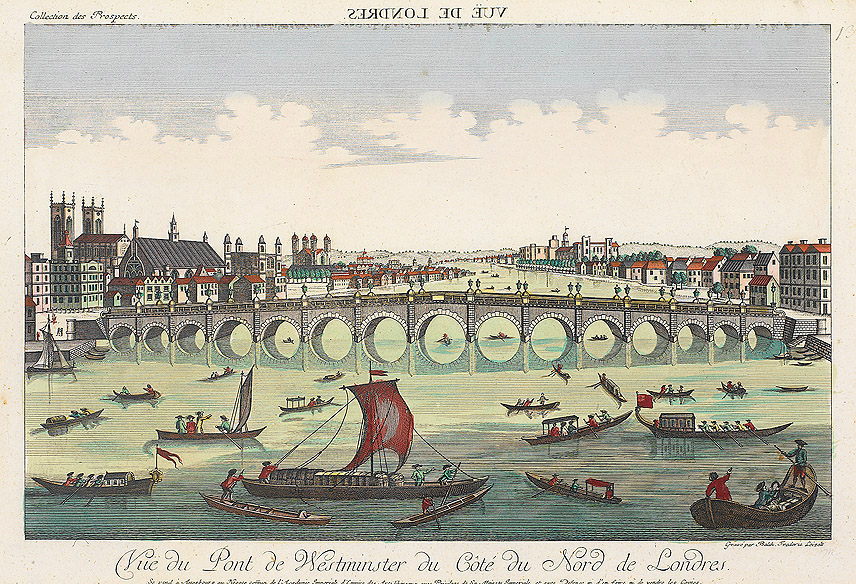
Westminster Bridge in London auf einem Guckkastenbild des 18. Jh.

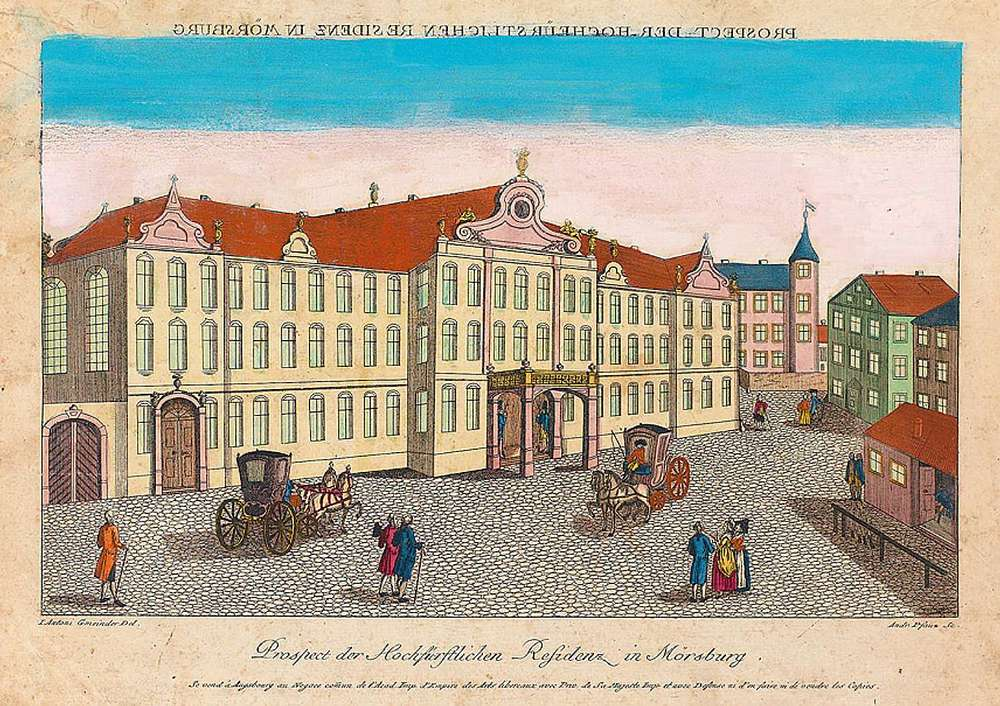
Das Neue Schloss in Meersburg auf einem Guckkastenbild von ca. 1780

Bei einem Guckkasten handelt es sich um eine Vorrichtung zur Erzeugung optischer Illusionen beziehungsweise optischer Täuschungen.
Der Guckkasten ermöglichte eine optische Präsentation von Landschaften, Städten oder Szenarien wie Themen der klassischen Mythologie oder Geschichten aus der Bibel.
Im Gegensatz zur „Laterna magica“, durch die ein Bild auf eine gegenüberliegende Wand projiziert wird, sieht der Beobachter beim Guckkasten die Drucke selbst. Bei diesem Gerät wird eine verstärkte räumliche Wirkung erzielt, da einerseits die Distanz zwischen Bild und Guckloch sehr gering ist und andererseits sich in der Wand des Kastens eine lupenartige Linse, also quasi ein Vergrößerungsglas, befindet. Dadurch, dass das Bild sich in einem dunklen Umfeld befindet und beleuchtet wird, wird die Räumlichkeit wesentlich verstärkt. Die Guckkastenbilder waren meist gerahmt oder auf Walzen aufgezogen, wodurch die Möglichkeit bestand, die Bilder über einen Drehknopf weiterzubewegen.

## Das Guckkastenbild

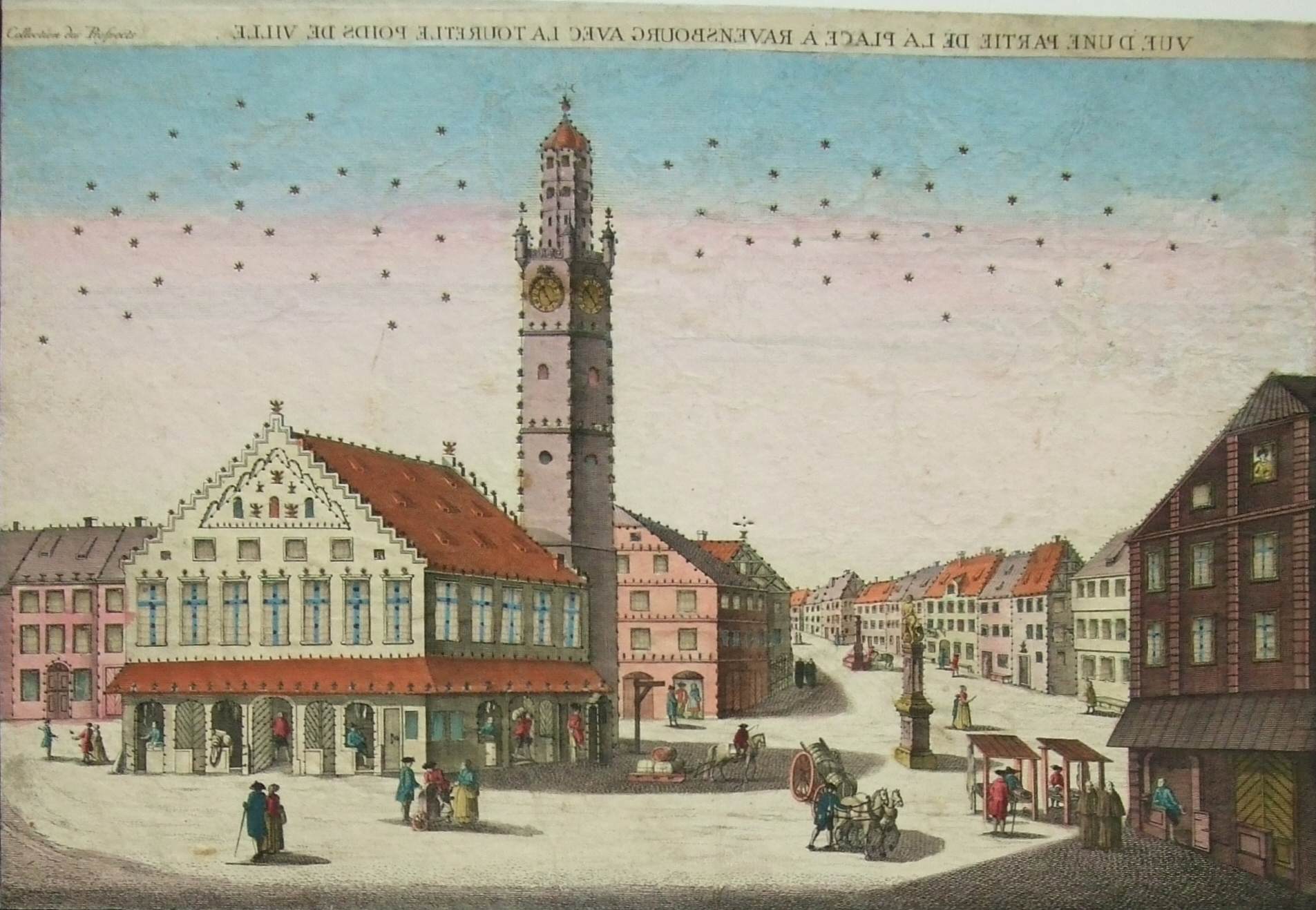
Guckkastenbild von Ravensburg, Augsburg um 1770

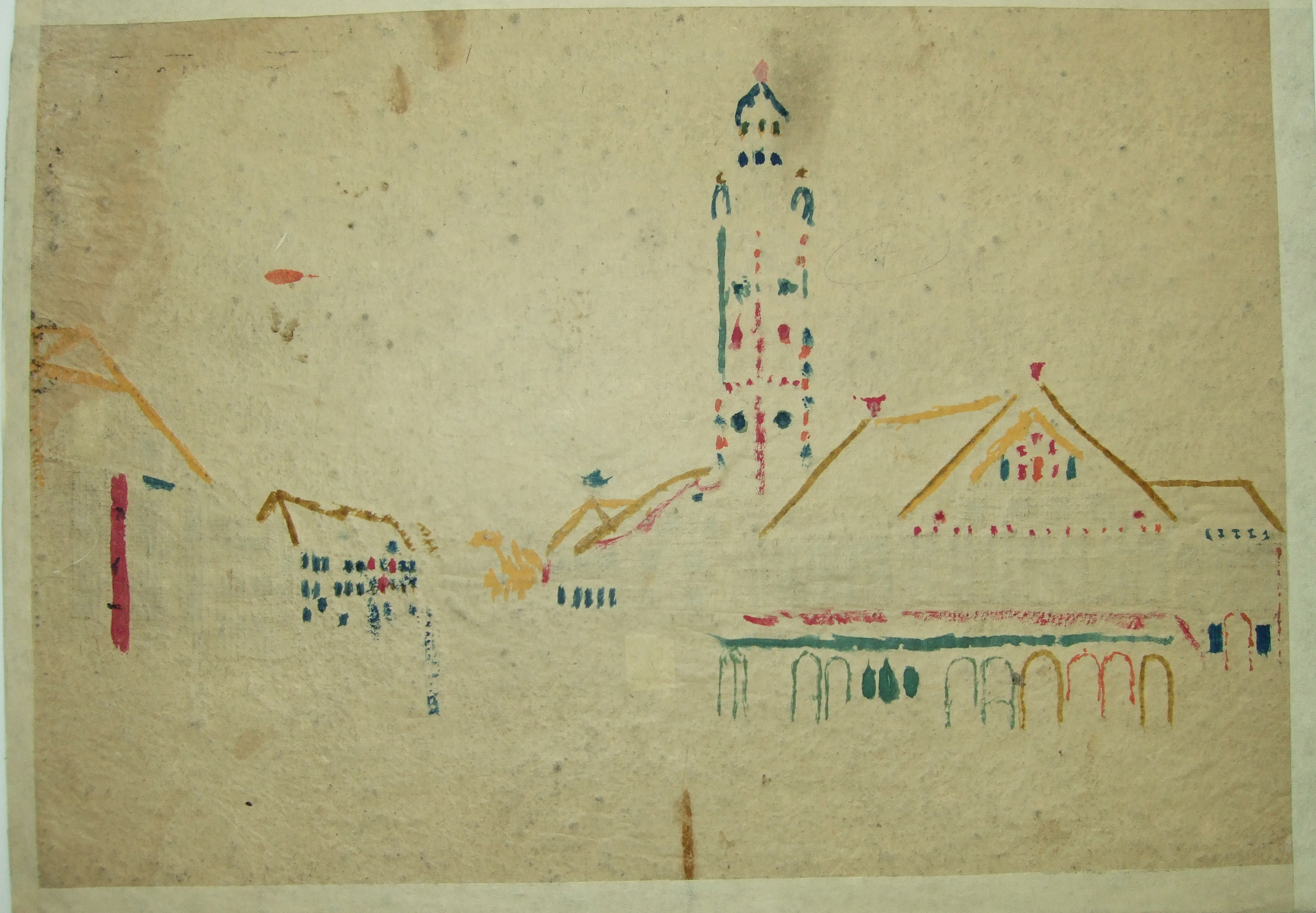
Rückseite des Guckkastenbildes: hinter ausgeschnittene Fenster und markante Linien wurde Transparentpapier geklebt, das einen Leuchteffekt verursachte

Ausschlaggebend für den Erfolg des Mediums Guckkasten waren die Guckkastenbilder, meist speziell für Guckkasten vorgesehene, als Kupferstich, Stahlstich oder Radierung ausgeführte und mit Gouachefarben bemalte Bilderserien.
Diese Guckkastenbilder waren meist Silhouetten, die man auf transparentes Papier klebte und rahmte. Auf diese Weise konnten die Bilder entweder gegen das Licht gehalten werden oder auch mit künstlichen Lichtquellen, wie beispielsweise Kerzen oder Talglicht, betrachtet werden.
Die Themen waren meist Ansichten von fremden Städten und Landschaften aus nahen sowie fernen Ländern, oder auch Ereignisse wie Schlachten, Naturkatastrophen, Stadtbrände, Erdbeben oder Vulkanausbrüche.
Das geeignete und auch am häufigsten verwendete Format war ein Median-Folio-Format von ca. 26 cm × 41 cm. Das wesentliche bei solch einem Guckkastenbild war die Breite, da das Bild in Guckkastenmodelle aller Art passen sollte und auch auf dem internationalen Markt bestehen musste.
Um im Spiegel in der richtigen Form zu erscheinen, wurden die Motive seitenverkehrt abgebildet. Da eine dreidimensionale Illusion hervorgerufen werden sollte, wurden die Perspektiven besonders betont und übertrieben, um diesen dreidimensionalen Effekt noch zu verstärken. Die Blätter wurden einzeln beschriftet, wodurch sich am oberen Rand häufig ein spiegelverkehrter Titel und unten eine genaue Erklärung für den Vorführer fand.
Durch das Transparentbild erlebte die Guckkasten-Ära ihre Blütezeit. Bei einem Transparentbild handelte es sich um ein „Zweiphasenbild“, also um ein dünnes Papier, das auf beiden Seiten bedruckt ist und das im Wechsel so aus und durchgeleuchtet wird, dass es Überlagerungen sichtbar macht.

## Historische Entwicklung und der eigentliche Reiz am Guckkasten

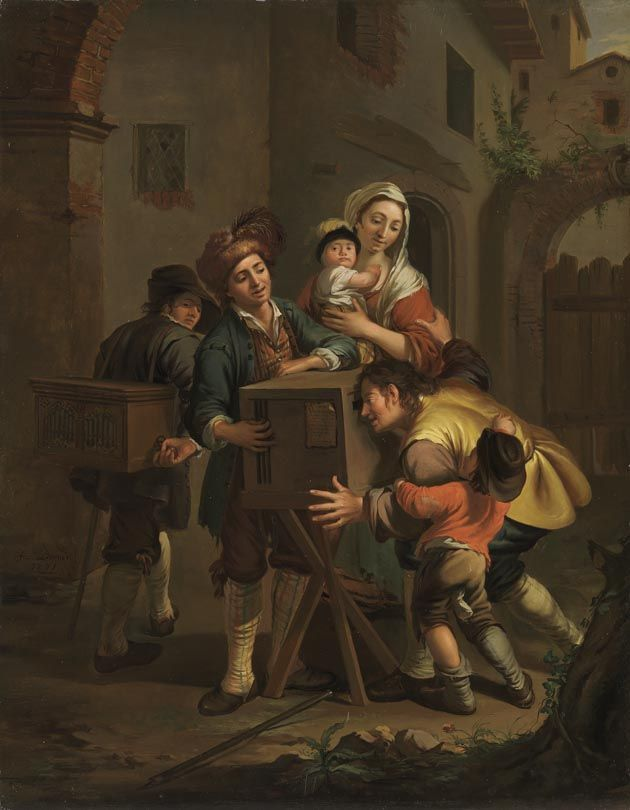
Der Guckkasten, 1771, Gemälde von Johann Jakob Dorner dem Älteren, Bayerische Staatsgemäldesammlungen

Die Anfänge des Guckkastens gehen zurück bis in die Renaissance, also zu jener Zeit, in der auch die Gesetze der Zentralperspektive erkannt wurden.
Eine genauere Beschreibung dieses Geräts findet sich jedoch erst 1677 durch den Coburger Mathematiker Johann Christoph Kohlhans (1604–1677).
Der Durchbruch gelang dem „Raritätenkasten“ jedoch erst zu Beginn des 18. Jahrhunderts. Ab diesem Zeitpunkt zogen die Vorführer, auch Guckkästner genannt – meist Kriegsinvaliden, ehemalige Seeleute und dergleichen – durch das ganze Land auf Jahr- und Volksmärkte. Gegen Bezahlung konnte man einen Blick in einen Kasten werfen und um das Gesehene noch zu unterstreichen, kommentierte der Vorführer meist die Bilder.
Das Faszinierende am Guckkasten war sicherlich auch die Tatsache, dass das Volk zu dieser Zeit Bilder oft nur in der Kirche zu sehen bekam. Durch die Guckkästner hatte man nun die Möglichkeit, an andere Bilder zu kommen und kurz in eine andere Welt einzutauchen und ferne Städte zu erblicken, deren Existenz man sich bislang gar nicht bewusst war. Die Faszination bestand wohl in der Mischung aus Magischem und Realem.
Auch heute gibt es Liebhaber, die Guckkästen sammeln oder auch selber bauen. Guckkastenbilder sind gesuchte Sammelobjekte für Sammler von populärer Grafik und – aufgrund ihrer oft interessanten und anderweitig seltenen Stadtmotive – für Sammler von lokalgeschichtlichem Material.